# Аль Нумери, Рим
Рим Аль Нумери (араб. ريم النميري‎, род. 1996, Йемен) — йеменская активистка за права детей. Известна своим сопротивлением детскому браку, 11 марта 2009 года удостоена Международной женской премии за отвагу. Была включена в список 100 самых влиятельных людей мира журнала Time за 2010 год.
В возрасте 12 лет, в конце учебного года, Аль Нумери заставили выйти замуж за её 30-летнего кузина. Она отказывалась, и на церемонии отец связал её и заткнул ей рот. Она рассказала консулу США, что муж изнасиловал её, чтобы заключить брак.
После двух попыток самоубийства и большого международного внимания йеменский судья наконец разрешил ей развод. По состоянию на 2010 год Аль Нумери жила со своей матерью.